# 949
Раннє Середньовіччя •  Епоха вікінгів •  Золота доба ісламу •  Реконкіста

## Геополітична ситуація
У Візантії правив Костянтин VII Багрянородний. Італійським королем був Лотар Арльський,
Західним Франкським королівством править Людовик IV Заморський, Східним Франкським королівством — Оттон I.
Північ Італії належить Італійському королівству, середню частину займає Папська область, герцогства на південь від Римської області незалежні, деякі області на півночі та на півдні належать Візантії, інші окупували сарацини. Південь Піренейського півострова займає Кордовський халіфат, у якому править Абд Ар-Рахман III. Північну частину півострова займають королівство Астурія і королівство Галісія та королівство Леон під правлінням Раміро II.
Королівство Англія очолює Едред.
Існують слов'янські держави: Перше Болгарське царство, де править цар Петро I, Богемія, Моравія, Хорватія, королем якої є Михайло Крешимир II, Київська Русь, де править княгиня Ольга. Паннонію окупували мадяри, у яких ще не було єдиного правителя.
Аббасидський халіфат очолює аль-Муті, в Іфрикії владу утримують Фатіміди, в Середній Азії — Саманіди. У Китаї триває період п'яти династій і десяти держав. Значними державами Індії є Пала, держава Раштракутів, Пратіхара, Чола. В Японії триває період Хей'ан. На північ від Каспійського та Азовського морів існує Хозарський каганат.

## Події
- Візантія вела доволі успішну війну проти арабів у Месопотамії, але спроба відвоювати Крит завершилася поразкою.
- В Хорватії спалахнула міжусобиця. Короля Мирослава убито, йому успадкував брат Михайло Крешимир II.
- Король Західного Франкського королівства Людовик IV Заморський захопив Лан при підтримці короля Східного Франкського королівства Оттона I. Його супротивник Гуго Великий змушений послати парламентерів на переговори.
- Перша писемна згадка про місто-порт Витичів у творі візантійського імператора Костянтина Багрянородного Про управління імперією (нині село Витачів в Київській області)